# El Castellet (Canet d'Adri)
El Castellet és una muntanya de 476 metres que es troba al municipi de Canet d'Adri, a la comarca del Gironès.